# 효돈중학교
효돈중학교(孝敦中學校)는 대한민국 제주특별자치도 서귀포시 하효동에 있는 공립 중학교이다.

## 학교 연혁
- 1951년 8월 20일 : 효돈고등공민학교 설립 인가
- 1955년 5월 15일 : 효돈중학교 개교 (3개 학년 6학급)
- 1982년 3월 1일 : 학칙변경 (3개 학년 18학급)
- 1986년 2월 28일 : 신교사 21실 준공(구교사 철거)
- 2001년 8월 31일 : 전교실(26실) 대수선 공사 완공
- 2004년 12월 24일 : 효례 체육관 준공
- 2010년 2월 13일 : 급식실 신축
- 2013년 3월 1일 : 제4기 제주형 자율학교 운영(~2019. 02. 28.)
- 2016년 1월 14일 : 천연 잔디 운동장 조성
- 2019년 3월 1일 : 제주형자율학교 다혼디배움학교 운영(2019.3.1 ~ 2023.2.28)
- 2019년 10월 31일 : 학교건물 대수선 공사 완공
- 2021년 9월 1일 : 제25대 교장 송미혜 선생 취임
- 2022년 2월 28일 : 다목적구장 완공(구 테니스장)
- 2023년 3월 1일 : 제주형자율학교 다혼디배움학교 재지정 운영(2023.3.1. ~ 2027.2.28.)
- 2024년 2월 1일 : 미래형정보교실 구축
- 2025년 1월 3일 : 제69회 52명 졸업(졸업생 누계 10,980명)
- 2025년 3월 1일 : 제주형 자율학교 문예체학교 운영

## 참고 자료
- 효돈중학교 - 한국교육학술정보원 학교알리미